# Felipe Etcheverry
Pas d'image ? Cliquez ici

a Compétitions nationales et continentales officielles uniquement.

b Matchs officiels uniquement.
Dernière mise à jour le 17 août 2025.
Felipe Etcheverry, né le 23 juin 1996 à Montevideo (Uruguay), est un joueur international uruguayen de rugby à XV et de rugby à sept qui évolue principalement au poste de demi d'ouverture.

## Biographie
Felipe Etcheverry dispute son premier match avec l'équipe d'Uruguay face à la Russie le 4 juin 2019,. Il est convoqué pour participer à la Coupe du monde 2019 au Japon. C'est à l’issue de cette compétition qu'il décide de devenir professionnel et de rejoindre les rangs du Peñarol, engagé dans la nouvelle compétition sud-américaine : la Súperliga Americana de Rugby (devenue ensuite Súper Rugby Américas).
Après une première saison annulée à cause de la pandémie de Covid-19 en 2020, son équipe joue la première finale de la compétition face aux Jaguares XV (défaite 26-38) en 2021, mais il n'est pas sur la feuille de match.
En 2022, il remporte la Súperliga Americana de Rugby, toujours avec son équipe du Peñarol où il est désormais titulaire.
Etcheverry dispute la Coupe du monde de rugby à sept 2022.
Lors de la saison 2023 du Super Rugby Américas, il est titularisé à treize reprises sur les quatorze rencontres disputées par le Peñarol qui conserve son titre,. À l'issue de la saison, il est annoncé qu'il rejoint les Sharks de Miami pour la saison 2024 de Major League Rugby.
En août 2023, il est retenu avec l'Uruguay pour participer à la Coupe du monde 2023 organisée en France. Il est titulaire lors des quatre rencontres des Teros. Contre la France, il voit un de ses dégagements contrés par un coéquipier, ce qui permet à Peato Mauvaka de marquer un essai. Face à l'Italie, un fait de jeu similaire intervient, et il manque également deux pénalités en début de match. Il parvient tout de même à réaliser un drop de 40 mètres ainsi qu'une percée qui amène un essai de pénalité et deux cartons jaunes italiens.

## Palmarès
- Finaliste de la Súperliga Americana de Rugby en 2021 avec le Peñarol Rugby.
- Vainqueur du Súperliga Americana de Rugby/Súper Rugby Américas en 2022 et 2023 avec le Peñarol Rugby.